# Campionati europei a squadre di atletica leggera 2023
I X Campionati europei a squadre di atletica leggera si sono svolti nello Stadio della Slesia a Chorzów, in Polonia, dal 20 al 25 giugno 2023, per le tre nuove divisioni.
Sono state parte dei III Giochi europei. In origine, le competizioni della Super League nell'ambito del campionato a squadre 2023 avrebbero dovuto svolgersi a Madrid in conformità con la decisione del Consiglio dell'Associazione europea di atletica leggera (EAA), adottata nel maggio 2021. Al momento dell'adozione di questa decisione, erano in corso negoziati tra l'EAA e i Comitati Olimpici Europei per quanto riguardava l'inclusione delle competizioni di atletica leggera a squadre del Campionato europeo nel programma dei Giochi Europei 2023, che avrebbero dovuto essere ospitati nella Piccola Polonia. In considerazione di ciò, la decisione di tenere la competizione 2023 a Madrid era stata presa a condizione che, in caso di successivo accordo sull'inclusione dell'atletica nel programma dei Giochi del 2023, il campionato a squadre 2023 sarebbe stato ospitato dalla città polacca, e Madrid avrebbe avuto il diritto di ospitare il campionato a squadre del 2025. Nell'ottobre 2021 è stato annunciato che tali accordi erano stati raggiunti, e successivamente è stata ratificata la decisione di tenere i campionati 2023 a Chorzów e i campionati 2025 a Madrid.
La competizione è per la prima volta composta da tre divisioni, invece di quattro leghe (League), in base ai risultati dei campionati del 2021. La 1ª Divisione ha gareggiato nelle sessioni serali del 23–25 giugno, mentre la 3ª Divisione nelle sessioni mattutine del 20–22 giugno e la 2ª Divisione nelle sessioni serali degli stessi giorni.
I primi, secondi e terzi classificati nella Prima divisione hanno ricevuto la medaglia d'oro, d'argento e di bronzo dei Campionati europei a squadre. Inoltre, la squadra vincitrice della Prima divisione ha ricevuto la Coppa del Campionato europeo a squadre. Le prime, seconde e terze classificate di Seconda e Terza divisione hanno ricevuto una targa. Oltre alla classifica a squadre e alle medaglie, ci sono stati anche vincitori e medagliati nelle singole discipline e nelle staffette, nell'ambito del programma dei Giochi europei 2023, che sono stati individuati in base alle migliori prestazioni ottenute in tutte le divisioni, non solo nella prima.

## Programma
Le gare si sono disputate nella stessa città per tutte le 3 divisioni durante 6 giorni:
- dal 20 al 22 giugno si sono svolte le gare della 3ª divisione, durante la sessione mattutina, e quelle della 2ª divisione, durante la sessione pomeridiana;
- dal 23 al 25 giugno si sono svolte le gare della 1ª divisione, durante la sessione pomeridiana[2]

## Prima divisione
I 16 Paesi partecipanti:
- Belgio
- Finlandia
- Francia
- Germania
- Gran Bretagna
- Grecia
- Italia
- Norvegia[3]
- Paesi Bassi
- Polonia
- Portogallo
- Rep. Ceca
- Spagna
- Svezia
- Svizzera
- Turchia

### Risultati

#### Uomini
| Specialità | Oro                                                                | Prestazione | Argento                                                           | Prestazione    | Bronzo                                                | Prestazione    |
| Corse piane |                                                                    |             |                                                                   |                |                                                       |                |
| 100 metri piani | Samuele Ceccarelli                                                 | 10"13 =     | Raphael Bouju                                                     | 10"14          | Jeremiah Azu                                          | 10"16          |
| 200 metri piani | Ryan Zézé                                                          | 20"29       | Albert Komański                                                   | 20"50          | Filippo Tortu                                         | 20"61          |
| 400 metri piani | Håvard Bentdal Ingvaldsen                                          | 44"88       | João Coelho                                                       | 45"05          | Liemarvin Bonevacia                                   | 45"06          |
| 800 metri piani | Ramon Wipfli                                                       | 1'46"73     | Filip Šnejdr                                                      | 1'46"84 (.833) | Mehmet Çelık                                          | 1'46"84 (.839) |
| 1500 metri piani | Mohamed Katir                                                      | 3'36"95     | Isaac Nader                                                       | 3'37"37        | Niels Laros                                           | 3'37"59        |
| 5000 metri piani | Thierry Ndikumwenayo                                               | 13'25"48    | Andreas Almgren                                                   | 13'25"70       | Yemaneberhan Crippa                                   | 13'34"29       |
| Corse a ostacoli |                                                                    |             |                                                                   |                |                                                       |                |
| 110 metri ostacoli | Jason Joseph                                                       | 13"12       | Enrique Llopis                                                    | 13"44          | Hassane Fofana                                        | 13"47          |
| 400 metri ostacoli | Alessandro Sibilio                                                 | 48"14       | İsmail Nezir                                                      | 48"84 =        | Nick Smidt                                            | 48"95          |
| 3000 metri siepi | Daniel Arce                                                        | 8'25"88     | Emil Blomberg                                                     | 8'26"27        | Zak Seddon                                            | 8'27"42        |
| Staffette |                                                                    |             |                                                                   |                |                                                       |                |
| Staffetta 4×100 metri | Germania Julian Wagner Marvin Schulte Joshua Hartmann Yannick Wolf | 38"34       | Italia Lorenzo Patta Samuele Ceccarelli Marco Ricci Filippo Tortu | 38"47          | Francia Dylan Rigot Jeff Erius Ryan Zézé Jimmy Vicaut | 38"51          |
| Salti |                                                                    |             |                                                                   |                |                                                       |                |
| Salto in alto | Gianmarco Tamberi                                                  | 2,29 m      | Thomas Carmoy                                                     | 2,29 m =       | Norbert Kobielski                                     | 2,26           |
| Salto con l'asta | Menno Vloon                                                        | 5,85 m      | Emmanouīl Karalīs                                                 | 5,80 m         | Thibaut Collet                                        | 5,80           |
| Salto in lungo | Miltiadīs Tentoglou                                                | 8,34 m      | Mattia Furlani                                                    | 7,97 m         | Simon Ehammer                                         | 7,95           |
| Salto triplo | Tobia Bocchi                                                       | 16,84 m     | Necati Er                                                         | 16,71 m        | Dīmītrios Tsiamīs                                     | 16,38 m        |
| Lanci |                                                                    |             |                                                                   |                |                                                       |                |
| Getto del peso | Zane Weir                                                          | 21,59 m     | Scott Lincoln                                                     | 21,10 m        | Michał Haratyk                                        | 20,89 m        |
| Lancio del disco | Daniel Ståhl                                                       | 67,25 m     | Henrik Janssen                                                    | 64,09 m        | Robert Urbanek                                        | 61,97 m        |
| Lancio del martello | Wojciech Nowicki                                                   | 79,61 m     | Thomas Mardal                                                     | 76,50 m        | Michail Anastasakis                                   | 74,12 m        |
| Lancio del giavellotto | Julian Weber                                                       | 86,26 m     | Timothy Herman                                                    | 81,67 m        | Leandro Ramos                                         | 81,62 m        |
| record mondiale; record mondiale stagionale; record europeo; record europeo stagionale; record dei campionati; record nazionale; record personale; record personale stagionale. |                                                                    |             |                                                                   |                |                                                       |                |

#### Donne
| Specialità | Oro                                                            | Prestazione | Argento                                                                           | Prestazione | Bronzo                                                     | Prestazione |
| Corse piane |                                                                |             |                                                                                   |             |                                                            |             |
| 100 metri piani | Ewa Swoboda                                                    | 11"09       | Rani Rosius                                                                       | 11"20       | N'Ketia Seedo                                              | 11"24       |
| 200 metri piani | Lieke Klaver                                                   | 22"46       | Bianca Williams                                                                   | 22"75       | Polyniki Emmanouilidou                                     | 22"85       |
| 400 metri piani | Femke Bol                                                      | 49"82       | Natalia Kaczmarek                                                                 | 50"34       | Cynthia Bolingo                                            | 50"95       |
| 800 metri piani | Audrey Werro                                                   | 1'59"95     | Isabelle Boffey                                                                   | 2'00"39     | Majtie Kolberg                                             | 2'00"72     |
| 1500 metri piani | Esther Guerrero                                                | 4'11"77     | Martyna Galant                                                                    | 4'11"78     | Hanna Klein                                                | 4'12"14     |
| 5000 metri piani | Nadia Battocletti                                              | 15'25"09    | Hannah Nuttall                                                                    | 15'29"49    | Águeda Marqués                                             | 15'31"04    |
| Corse a ostacoli |                                                                |             |                                                                                   |             |                                                            |             |
| 100 metri ostacoli | Pia Skrzyszowska                                               | 12"77       | Nadine Visser                                                                     | 12"81       | Laeticia Bapté                                             | 12"82       |
| 400 metri ostacoli | Carolina Krafzik                                               | 54"47       | Ayomide Folorunso                                                                 | 54"79       | Cathelijn Peeters                                          | 54"97       |
| 3000 metri siepi | Alicja Konieczek                                               | 9'38"72     | Flavie Renouard                                                                   | 9'40"40     | Marta Serrano                                              | 9'41"86     |
| Staffette |                                                                |             |                                                                                   |             |                                                            |             |
| Staffetta 4×100 metri | Paesi Bassi N'Ketia Seedo Lieke Klaver Jamile Samuel Tasa Jiya | 42"61       | Polonia Marika Popowicz-Drapała Monika Romaszko Magdalena Stefanowicz Ewa Swoboda | 42"97       | Spagna Carmen Marco Paula García Paula Sevilla Jaël Bestué | 43"13       |
| Salti |                                                                |             |                                                                                   |             |                                                            |             |
| Salto in alto | Nawal Meniker                                                  | 1,92 m      | Merel Maes                                                                        | 1,92 m =    | Michaela Hrubá                                             | 1,90 m      |
| Salto con l'asta | Wilma Murto                                                    | 4,71 m      | Angelica Moser                                                                    | 4,60 m      | Amálie Švábíková                                           | 4,60 m      |
| Salto in lungo | Hilary Kpatcha                                                 | 6,75 m      | Larissa Iapichino                                                                 | 6,66 m      | Fátima Diame                                               | 6,56 m      |
| Salto triplo | Tuğba Danışmaz                                                 | 14,16 m     | Ottavia Cestonaro                                                                 | 14,09 m     | Maja Åskag                                                 | 13,88 m     |
| Lanci |                                                                |             |                                                                                   |             |                                                            |             |
| Getto del peso | Auriol Dongmo                                                  | 19,07 m     | Yemisi Ogunleye                                                                   | 18,85 m     | Axelina Johansson                                          | 18,32 m     |
| Lancio del disco | Kristin Pudenz                                                 | 66,84 m     | Daisy Osakue                                                                      | 64,35 m     | Melina Robert-Michon                                       | 64,21 m     |
| Lancio del martello | Sara Fantini                                                   | 73,26 m =   | Silja Kosonen                                                                     | 72,34 m     | Malwina Kopron                                             | 71,18 m     |
| Lancio del giavellotto | Nikola Ogrodníková                                             | 61,75 m     | Christin Hussong                                                                  | 60,05 m     | Bekah Walton                                               | 59,76 m     |
| record mondiale; record mondiale stagionale; record europeo; record europeo stagionale; record dei campionati; record nazionale; record personale; record personale stagionale. |                                                                |             |                                                                                   |             |                                                            |             |

#### Misti
| Specialità | Oro                                                               | Prestazione | Argento                                                                        | Prestazione | Bronzo                                                           | Prestazione |
| Staffetta 4×400 m | Rep. Ceca Matěj Krsek Tereza Petržilková Vít Müller Lada Vondrová | 3'12"34     | Polonia Maksymilian Szwed Anna Kiełbasińska Igor Bogaczyński Natalia Kaczmarek | 3'12"87     | Belgio Jonathan Sacoor Camille Laus Dylan Borlée Cynthia Bolingo | 3'12"97     |
| record mondiale; record mondiale stagionale; record europeo; record europeo stagionale; record dei campionati; record nazionale; record personale; record personale stagionale. |                                                                   |             |                                                                                |             |                                                                  |             |

### Classifica
| Pos. | Nazione       | Punti | Note    |
| ---- | ------------- | ----- | ------- |
| 1    | Italia        | 426,5 | Oro     |
| 2    | Polonia       | 402,5 | Argento |
| 3    | Germania      | 387,5 | Bronzo  |
| 4    | Spagna        | 352   |         |
| 5    | Gran Bretagna | 341   |         |
| 6    | Paesi Bassi   | 339,5 |         |
| 7    | Francia       | 337,5 |         |
| 8    | Portogallo    | 315   |         |
| 9    | Rep. Ceca     | 303,5 |         |
| 10   | Svezia        | 283   |         |
| 11   | Finlandia     | 282,5 |         |
| 12   | Svizzera      | 263   |         |
| 13   | Grecia        | 256,5 |         |
| 14   | Belgio        | 250   |         |
| 15   | Turchia       | 245   |         |
| 16   | Norvegia      | 223   |         |

## Seconda divisione
I 16 Paesi partecipanti:
- Bulgaria
- Cipro
- Croazia
- Danimarca
- Estonia
- Islanda
- Lettonia
- Lituania
- Lussemburgo
- Moldavia
- Romania
- Serbia
- Slovacchia
- Slovenia
- Ucraina
- Ungheria

### Risultati

#### Uomini
| Specialità | Oro                                                                           | Prestazione    | Argento                                                                     | Prestazione    | Bronzo                                                              | Prestazione |
| Corse piane |                                                                               |                |                                                                             |                |                                                                     |             |
| 100 metri piani | Ján Volko                                                                     | 10"24          | Karl Erik Nazarov                                                           | 10"29          | Anej Čurin Prapotnik                                                | 10"34       |
| 200 metri piani | Ján Volko                                                                     | 20"53          | Gediminas Truskauskas                                                       | 20"60          | Oskars Grava                                                        | 20"87       |
| 400 metri piani | Attila Molnár                                                                 | 45"30          | Oleksandr Pohorilko                                                         | 45"31          | Janka Molnár                                                        | 45"76       |
| 800 metri piani | Marino Bloudek                                                                | 1'47"11 (.101) | Dániel Huller                                                               | 1'47"11 (.106) | Oleh Myronets                                                       | 1'47"86     |
| 1500 metri piani | Elzan Bibić                                                                   | 3'41"35        | Charles Grethen                                                             | 3'41"76        | Kristian Uldbjerg Hansen                                            | 3'41"87     |
| 5000 metri piani | Elzan Bibić                                                                   | 13'53"95       | Amine Khadiri                                                               | 13'54"71       | Ivo Balabanov                                                       | 13'56"99    |
| Corse a ostacoli |                                                                               |                |                                                                             |                |                                                                     |             |
| 110 metri ostacoli | Milan Trajkovic                                                               | 13"38          | Bálint Szeles                                                               | 13"68          | Alin Ionuț Anton                                                    | 13"80       |
| 400 metri ostacoli | Rasmus Mägi                                                                   | 48"63          | Matic Ian Guček                                                             | 49"48          | Matej Baluch                                                        | 49"56       |
| 3000 metri siepi | István Palkovits                                                              | 8'43"82        | Ivo Balabanov                                                               | 8'47"69        | Oleh Myronets                                                       | 8'53"86     |
| Staffette |                                                                               |                |                                                                             |                |                                                                     |             |
| Staffetta 4×100 metri | Ucraina Erik Kostrytsya Andrii Vasyliev Stanislav Kovalenko Oleksandr Sokolov | 39"03          | Slovenia Jernej Gumilar Matevž Šuštaršič Andrej Skočir Anej Čurin Prapotnik | 39"29          | Ungheria Dominik Illovszky Bence Boros Dániel Szabó Patrik Bundschu | 39"67       |
| Salti |                                                                               |                |                                                                             |                |                                                                     |             |
| Salto in alto | Tihomir Ivanov                                                                | 2,24 m         | Slavko Stević                                                               | 2,24 m =       | Oleh Doroshchuk                                                     | 2,24 m      |
| Salto con l'asta | Ivan Horvat                                                                   | 5,40 m         | Non assegnata                                                               | Non assegnata  | Eerik Haamer                                                        | 5,30 m      |
| Salto con l'asta | Vladislav Malykhin                                                            | 5,40 m         | Non assegnata                                                               | Non assegnata  | Eerik Haamer                                                        | 5,30 m      |
| Salto in lungo | Marko Čeko                                                                    | 7,86 m         | Marius Vadeikis                                                             | 7,80 m =       | Bozhidar Sarâboyukov                                                | 7,78 m      |
| Salto triplo | Vladyslav Shepeliev                                                           | 16,67 m        | Daníel Ingi Egilsson                                                        | 15,82 m        | Lâchezar Vâlchev                                                    | 15,57 m     |
| Lanci |                                                                               |                |                                                                             |                |                                                                     |             |
| Getto del peso | Filip Mihaljević                                                              | 21,33 m        | Roman Kokoško                                                               | 20,46 m        | Armin Sinančević                                                    | 20,42 m     |
| Lancio del disco | Kristjan Čeh                                                                  | 69,94 m        | Andrius Gudžius                                                             | 64,94 m        | Guðni Valur Guðnason                                                | 63,34 m     |
| Lancio del martello | Mychajlo Kochan                                                               | 77,03 m        | Donát Varga                                                                 | 73,75 m        | Adam Kelly                                                          | 73,08 m     |
| Lancio del giavellotto | Edis Matusevičius                                                             | 84,22 m        | Artur Felfner                                                               | 82,24 m        | Andrian Mardare                                                     | 80,16 m     |
| record mondiale; record mondiale stagionale; record europeo; record europeo stagionale; record dei campionati; record nazionale; record personale; record personale stagionale. |                                                                               |                |                                                                             |                |                                                                     |             |

#### Donne
| Specialità | Oro                                                                | Prestazione | Argento                                                                             | Prestazione | Bronzo                                                                                    | Prestazione |
| Corse piane |                                                                    |             |                                                                                     |             |                                                                                           |             |
| 100 metri piani | Patrizia van der Weken                                             | 11"24       | Olivia Fotopoulou                                                                   | 11"34       | Boglárka Takács                                                                           | 11"36       |
| 200 metri piani | Olivia Fotopoulou                                                  | 22"71       | Patrizia van der Weken                                                              | 23"19       | Alexa Sulyán                                                                              | 23"25       |
| 400 metri piani | Andrea Miklós                                                      | 50"67       | Modesta Justė Morauskaitė                                                           | 51"61       | Janka Molnár                                                                              | 51"74       |
| 800 metri piani | Natalija Krol                                                      | 1'59"77     | Bianka Kéri                                                                         | 1'59"80     | Gabriela Gajanová                                                                         | 1'59"92     |
| 1500 metri piani | Claudia Bobocea                                                    | 4'08"68     | Vera Hoffmann                                                                       | 4'08"78     | Gabija Galvydytė                                                                          | 4'09"48     |
| 5000 metri piani | Agate Caune                                                        | 15'15"21    | Klara Lukan                                                                         | 15'33"39    | Viktória Wagner-Gyürkés                                                                   | 15'34"70    |
| Corse a ostacoli |                                                                    |             |                                                                                     |             |                                                                                           |             |
| 100 metri ostacoli | Luca Kozák                                                         | 12"89       | Mette Graversgaard                                                                  | 12"95       | Natalia Christofi                                                                         | 13"05       |
| 400 metri ostacoli | Viktorija Tkačuk                                                   | 55"87       | Agata Zupin                                                                         | 56"58       | Janka Molnár                                                                              | 56"86       |
| 3000 metri siepi | Maruša Mišmaš Zrimšek                                              | 9'23"41     | Greta Karinauskaitė                                                                 | 9'28"48     | Juliane Hvid                                                                              | 9'36"98     |
| Staffette |                                                                    |             |                                                                                     |             |                                                                                           |             |
| Staffetta 4×100 metri | Ungheria Gréta Kerekes Jusztina Csóti Boglárka Takács Alexa Sulyán | 43"49       | Danimarca Mathilde Kramer Mette Graversgaard Emma Beiter Bomme Klara Skriver Loessl | 43"89       | Lituania Andrė Ožechauskaitė Modesta Justė Morauskaitė Eva Misiūnaitė Lukrecija Sabaitytė | 44"06       |
| Salti |                                                                    |             |                                                                                     |             |                                                                                           |             |
| Salto in alto | Jaroslava Mahučich                                                 | 1,97 m      | Daniela Stanciu                                                                     | 1,94 m      | Angelina Topić                                                                            | 1,91 m      |
| Salto con l'asta | Tina Šutej                                                         | 4,70 m      | Hanga Klekner                                                                       | 4,45 m      | Caroline Bonde Holm                                                                       | 4,35 m      |
| Salto in lungo | Milica Gardašević                                                  | 6,82 m      | Alina Rotaru-Kottmann                                                               | 6,63 m      | Jogailė Petrokaitė                                                                        | 6,60 m      |
| Salto triplo | Maryna Bech-Romančuk                                               | 14,58 m     | Rūta Kate Lasmane                                                                   | 13,86 m     | Aleksandra Nacheva                                                                        | 13,67 m     |
| Lanci |                                                                    |             |                                                                                     |             |                                                                                           |             |
| Getto del peso | Anita Márton                                                       | 17,74 m     | Dimitriana Bezede                                                                   | 17,27 m     | Erna Sóley Gunnarsdóttir                                                                  | 16,93 m     |
| Lancio del disco | Lisa Brix Pedersen                                                 | 59,20 m     | Ieva Zarankaitė                                                                     | 57,71 m     | Marija Tolj                                                                               | 57,06 m     |
| Lancio del martello | Bianca Ghelber                                                     | 72,97 m     | Réka Gyurátz                                                                        | 67,15 m     | Katrine Koch Jacobsen                                                                     | 67,10 m     |
| Lancio del giavellotto | Līna Mūze                                                          | 62,38 m     | Gedly Tugi                                                                          | 60,19 m     | Sara Kolak                                                                                | 59,62 m     |
| record mondiale; record mondiale stagionale; record europeo; record europeo stagionale; record dei campionati; record nazionale; record personale; record personale stagionale. |                                                                    |             |                                                                                     |             |                                                                                           |             |

#### Misti
| Specialità | Oro                                                            | Prestazione | Argento                                                                   | Prestazione | Bronzo                                                                      | Prestazione |
| Staffetta 4×400 m | Slovenia Lovro Mesec Košir Agata Zupin Rok Ferlan Anita Horvat | 3'14"72     | Romania Mihai Sorin Dringo Elena Mirela Lavric Robert Parge Andrea Miklós | 3'14"83     | Ucraina Mykyta Barabanov Kateryna Karpiuk Oleksandr Pohorilko Anna Ryžykova | 3'15"13     |
| record mondiale; record mondiale stagionale; record europeo; record europeo stagionale; record dei campionati; record nazionale; record personale; record personale stagionale. |                                                                |             |                                                                           |             |                                                                             |             |

### Classifica
| Pos. | Nazione     | Punti | Note |
| ---- | ----------- | ----- | ---- |
| 1    | Ungheria    | 456,5 |      |
| 2    | Ucraina     | 435,5 |      |
| 3    | Lituania    | 372,5 |      |
| 4    | Slovenia    | 372   |      |
| 5    | Romania     | 344   |      |
| 6    | Danimarca   | 312   |      |
| 7    | Serbia      | 307   |      |
| 8    | Slovacchia  | 302   |      |
| 9    | Croazia     | 301,5 |      |
| 10   | Estonia     | 298,5 |      |
| 11   | Bulgaria    | 298,5 |      |
| 12   | Cipro       | 288   |      |
| 13   | Lettonia    | 283,5 |      |
| 14   | Islanda     | 246,5 |      |
| 15   | Lussemburgo | 198   |      |
| 16   | Moldavia    | 170   |      |

## Terza divisione
I 15 Paesi partecipanti:
- Albania
- Andorra
- Armenia
- Austria
- Azerbaigian
- Bosnia ed Erzegovina
- Georgia
- Irlanda
- Israele
- Kosovo
- Liechtenstein
- Macedonia del Nord
- Malta
- Montenegro
- San Marino

### Risultati

#### Uomini
| Specialità | Oro                                                                      | Prestazione | Argento                                                           | Prestazione | Bronzo                                                                 | Prestazione |
| Corse piane |                                                                          |             |                                                                   |             |                                                                        |             |
| 100 metri piani | Markus Fuchs                                                             | 10"36       | Israel Olatunde                                                   | 10"37       | Francesco Sansovini                                                    | 10"52       |
| 200 metri piani | Mark Smyth                                                               | 20"66       | Mindia Endeladze                                                  | 20"98       | Markus Fuchs                                                           | 20"99       |
| 400 metri piani | Franko Burraj                                                            | 46"30       | Niklas Strohmayer-Dangl                                           | 46"64       | Jack Raftery                                                           | 46"76       |
| 800 metri piani | Amel Tuka                                                                | 1'49"25     | Pol Moya                                                          | 1'49"57     | Rocco Zaman-Browne                                                     | 1'50"16     |
| 1500 metri piani | Raphael Pallitsch                                                        | 3'42"52     | Cathal Doyle                                                      | 3'43"36     | Yervand Mkrtchyan                                                      | 3'44"11     |
| 5000 metri piani | Jordan Gusman                                                            | 14'16"92    | Andreas Vojta                                                     | 14'17"02    | Fearghal Curtin                                                        | 14'17"64    |
| Corse a ostacoli |                                                                          |             |                                                                   |             |                                                                        |             |
| 110 metri ostacoli | James Ezeonu                                                             | 14"31       | Darko Pešić                                                       | 14"75       | Jan Mitsche                                                            | 15"12       |
| 400 metri ostacoli | Thomas Barr                                                              | 49"41       | Leo Köhldorfer                                                    | 50"70       | Andrea Ercolani Volta                                                  | 52"19       |
| 3000 metri siepi | Nahuel Carabaña                                                          | 8'48"79     | Finley Daly                                                       | 8'51"14     | Tobias Rattinger                                                       | 8'53"59     |
| Staffette |                                                                          |             |                                                                   |             |                                                                        |             |
| Staffetta 4×100 metri | Irlanda Israel Olatunde Mark Smyth Christopher Sibanda Magdalena Lindner | 39"57       | Israele Eden Sela Thomas Dubnov-Raz Aviv Koffler Blessing Afrifah | 39"66       | Malta Beppe Grillo Graham Pellegrini Luke Bezzina Omar El Aida Chaffey | 41"11       |
| Salti |                                                                          |             |                                                                   |             |                                                                        |             |
| Salto in alto | David Cussen                                                             | 2,11 m      | Lionel Afan Strasser                                              | 2,11 m      | Samir Hodžić                                                           | 1,90 m      |
| Salto con l'asta | Alexander Auer                                                           | 5,10 m      | Lev Skorish                                                       | 4,90 m      | Miquel Vilchez Vendrell                                                | 4,75 m      |
| Salto in lungo | Andreas Trajkovski                                                       | 7,73 m      | Ishay Ifraimov                                                    | 7,70 m      | Muhamet Cangeli                                                        | 7,36 m      |
| Salto triplo | Lewon Aġasyan                                                            | 16,36 m     | Alexis Copello                                                    | 15,91 m     | Lasha Torghvaidze                                                      | 15,91 m     |
| Lanci |                                                                          |             |                                                                   |             |                                                                        |             |
| Getto del peso | Eric Favors                                                              | 20,28 m     | Mesud Pezer                                                       | 20,25 m     | Muhamet Ramadani                                                       | 19,07 m     |
| Lancio del disco | Lukas Weißhaidinger                                                      | 62,12 m     | Danijel Furtula                                                   | 57,60 m     | Temuri Abulashvili                                                     | 54,98 m     |
| Lancio del martello | Sean Mockler                                                             | 63,83 m     | Goga Tchikhvaria                                                  | 62,81 m     | Dorian Çollaku                                                         | 57,89 m     |
| Lancio del giavellotto | Dejan Mileusnić                                                          | 71,81 m     | Matthias Lasch                                                    | 65,24 m     | Conor Cusack                                                           | 63,95 m     |
| record mondiale; record mondiale stagionale; record europeo; record europeo stagionale; record dei campionati; record nazionale; record personale; record personale stagionale. |                                                                          |             |                                                                   |             |                                                                        |             |

#### Donne
| Specialità | Oro                                                                      | Prestazione | Argento                                                       | Prestazione | Bronzo                                                     | Prestazione |
| Corse piane |                                                                          |             |                                                               |             |                                                            |             |
| 100 metri piani | Magdalena Lindner                                                        | 11"57       | Alessandra Gasparelli                                         | 11"65       | Lauren Roy                                                 | 11"82       |
| 200 metri piani | Susanne Gogl-Walli                                                       | 23"09       | Phil Healy                                                    | 23"79       | Alessandra Gasparelli                                      | 24"30       |
| 400 metri piani | Sharlene Mawdsley                                                        | 51"55       | Janet Richard                                                 | 52"37       | Anna Mager                                                 | 54"26       |
| 800 metri piani | Louise Shanahan                                                          | 2'03"39     | Gina McNamara                                                 | 2'04"41     | Caroline Bredlinger                                        | 2'04"78     |
| 1500 metri piani | Sophie O'Sullivan                                                        | 4'27"96     | Gina McNamara                                                 | 4'28"28     | Sivan Auerbach                                             | 4'29"11     |
| 5000 metri piani | Luiza Gega                                                               | 15'32"39    | Lonah Chemtai Salpeter                                        | 15'36"07    | Aoibhe Richardson                                          | 16'45"02    |
| Corse a ostacoli |                                                                          |             |                                                               |             |                                                            |             |
| 100 metri ostacoli | Sarah Lavin                                                              | 12"82       | Karin Strametz                                                | 13"25       | Linoy Levy                                                 | 13"88       |
| 400 metri ostacoli | Lena Pressler                                                            | 57"02       | Kelly McGrory                                                 | 58"08       | Noah Levy                                                  | 58"72       |
| 3000 metri siepi | Luiza Gega                                                               | 9'17"31     | Adva Cohen                                                    | 9'47"52     | Ava O'Connor                                               | 10'18"10    |
| Staffette |                                                                          |             |                                                               |             |                                                            |             |
| Staffetta 4×100 metri | Austria Karin Strametz Susanne Gogl-Walli Isabel Posch Magdalena Lindner | 44"18       | Irlanda Sarah Leahy Mollie O'Reilly Joan Healy Adeyemi Talabi | 44"80       | Israele Nitzan Asas Ilana Dorfman Alina Drutman Hileni Mor | 45"68       |
| Salti |                                                                          |             |                                                               |             |                                                            |             |
| Salto in alto | Marija Vuković                                                           | 1,87 m      | Sara Lučić                                                    | 1,78 m =    | Sommer Lecky                                               | 1,74 m      |
| Salto con l'asta | Ellie McCartney                                                          | 4,20 m      | Shanna Tureczek                                               | 3,60 m      | Yarden Mantel                                              | 3,60 m      |
| Salto in lungo | Ruby Millet                                                              | 6,33 m      | Romi Tamir                                                    | 6,07 m      | Yana Sargsyan                                              | 5,99 m      |
| Salto triplo | Yekaterina Sariyeva                                                      | 13,38 m     | Yana Sargsyan                                                 | 13,06 m     | Saragh Buggy                                               | 13,01 m     |
| Lanci |                                                                          |             |                                                               |             |                                                            |             |
| Getto del peso | Sopiko Shatirishvili                                                     | 15,86 m     | Michaela Walsh                                                | 15,26 m     | Estel Valeanu                                              | 15,21 m     |
| Lancio del disco | Estel Valeanu                                                            | 57,17 m     | Djeneba Touré                                                 | 53,12 m     | Kristina Rakočević                                         | 51,87 m     |
| Lancio del martello | Hanna Skydan                                                             | 71,69 m     | Nicola Tuthill                                                | 67,85 m     | Bettina Weber                                              | 59,09 m     |
| Lancio del giavellotto | Victoria Hudson                                                          | 60,27 m     | Margaryta Dorozhon                                            | 47,23 m     | Marija Bogavac                                             | 45,15 m     |
| record mondiale; record mondiale stagionale; record europeo; record europeo stagionale; record dei campionati; record nazionale; record personale; record personale stagionale. |                                                                          |             |                                                               |             |                                                            |             |

#### Misti
| Specialità | Oro                                                                  | Prestazione | Argento                                                                  | Prestazione | Bronzo                                                | Prestazione |
| Staffetta 4×400 m | Irlanda Nelvin Appiah Róisín Harrison Callum Baird Sharlene Mawdsley | 3'17"16     | Austria Alessandro Greco Lena Pressler Leo Köhldorfer Susanne Gogl-Walli | 3'22"46     | Israele Eran Siboni Shani Zakay Noam Mamu Nitzan Asas | 3'27"57     |
| record mondiale; record mondiale stagionale; record europeo; record europeo stagionale; record dei campionati; record nazionale; record personale; record personale stagionale. |                                                                      |             |                                                                          |             |                                                       |             |

### Classifica
| Pos. | Nazione              | Punti | Note |
| ---- | -------------------- | ----- | ---- |
| 1    | Irlanda              | 494   |      |
| 2    | Austria              | 473,5 |      |
| 3    | Israele              | 434   |      |
| 4    | Bosnia ed Erzegovina | 363   |      |
| 5    | Malta                | 352,5 |      |
| 6    | Georgia              | 290   |      |
| 7    | Andorra              | 269   |      |
| 8    | Montenegro           | 258   |      |
| 9    | Albania              | 257   |      |
| 10   | Armenia              | 255   |      |
| 11   | Macedonia del Nord   | 235   |      |
| 12   | San Marino           | 192   |      |
| 13   | Azerbaigian          | 180   |      |
| 14   | Kosovo               | 150   |      |
| 15   | Liechtenstein        | 32    |      |

## Medagliere dei Giochi europei
Il medagliere riguarda le medaglie nell'ambito dei Giochi europei, ovvero sono state assegnate in base alle migliori prestazioni ottenute in tutte le divisioni, non solo nella prima. Sono conteggiate anche le medaglie alle tre squadre arrivate a podio.
| Posizione | Paese         | Oro | Argento | Bronzo | Totale |
| --------- | ------------- | --- | ------- | ------ | ------ |
| 1         | Italia        | 7   | 5       | 3      | 15     |
| 2         | Paesi Bassi   | 4   | 2       | 4      | 10     |
| 3         | Germania      | 4   | 1       | 1      | 6      |
| 4         | Polonia       | 3   | 5       | 1      | 9      |
| 5         | Ucraina       | 3   | 1       | 2      | 6      |
| 6         | Spagna        | 3   | 0       | 2      | 5      |
| 7         | Svizzera      | 2   | 0       | 2      | 4      |
| 8         | Lettonia      | 2   | 0       | 0      | 2      |
| 9         | Romania       | 1   | 2       | 1      | 4      |
| 10        | Portogallo    | 1   | 2       | 0      | 3      |
| 10        | Rep. Ceca     | 1   | 2       | 0      | 3      |
| 10        | Slovenia      | 1   | 2       | 0      | 3      |
| 13        | Francia       | 1   | 1       | 4      | 6      |
| 14        | Grecia        | 1   | 1       | 0      | 2      |
| 15        | Finlandia     | 1   | 0       | 1      | 2      |
| 15        | Norvegia      | 1   | 0       | 1      | 2      |
| 17        | Albania       | 1   | 0       | 0      | 1      |
| 17        | Serbia        | 1   | 0       | 0      | 1      |
| 19        | Svezia        | 0   | 3       | 1      | 4      |
| 20        | Turchia       | 0   | 2       | 2      | 4      |
| 21        | Belgio        | 0   | 2       | 1      | 3      |
| 22        | Cipro         | 0   | 2       | 0      | 2      |
| 23        | Lituania      | 0   | 1       | 3      | 4      |
| 24        | Croazia       | 0   | 1       | 0      | 1      |
| 24        | Estonia       | 0   | 1       | 0      | 1      |
| 24        | Lussemburgo   | 0   | 1       | 0      | 1      |
| 24        | Ungheria      | 0   | 1       | 0      | 1      |
| 28        | Gran Bretagna | 0   | 0       | 5      | 5      |
| 29        | Slovacchia    | 0   | 0       | 2      | 2      |
| 30        | Austria       | 0   | 0       | 1      | 1      |
| 30        | Irlanda       | 0   | 0       | 1      | 1      |
| Totale    | Totale        | 38  | 38      | 38     | 114    |